# Rotbraunes Wiesenvögelchen

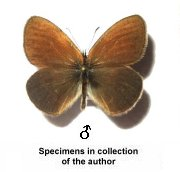
Oberseite des Rotbraunen Wiesenvögelchens

Das Rotbraune Wiesenvögelchen (Coenonympha glycerion) ist ein Schmetterling (Tagfalter) aus der Familie der Edelfalter (Nymphalidae). Es ist von Spanien über Europa und Sibirien bis Nordkorea verbreitet. Die Falter fliegen in einer einzigen Generation, in Mitteleuropa meist von Mitte Juni bis Ende Juli. Die Raupen ernähren sich von verschiedenen Grasarten.

## Merkmale
Die männlichen Falter sind oberseits kastanienbraun, die Hinterflügel sind etwas dunkler. Selten sind orange Ringe am Außenrand der Hinterflügel angedeutet. Bei den Weibchen mit deutlich helleren Vorderflügeln sind diese Ringe viel häufiger ausgeprägt. Die Vorderflügelunterseite ist orange mit einem breiten grauen Außenrand. Die orangebraune Hinterflügelunterseite hat eine schmale orange Binde am Außenrand und eine Reihe verschieden großer, weißgekernter Augenflecken mit schwarzen Ringen in der Marginalregion, an deren Innenrand eine meist zweiteilige, unregelmäßige, weiße Binde verläuft. Größe und Anzahl der Augenflecken variiert regional, in höheren Lange können sie auch ganz fehlen.

## Ähnliche Arten
- Wald-Wiesenvögelchen (Coenonympha hero)
- Weißbindiges Wiesenvögelchen (Coenonympha arcania)
- Alpen-Wiesenvögelchen (Coenonympha gardetta)

## Vorkommen
In Zentral- und Nordostspanien kommt die Unterart iphioides vom Kantabrischen Gebirge und den Pyrenäen bis zum Montes Universales vor. Diese bildet in Aragonien und den Ostpyrenäen eine Hybridzone mit der Nominatunterart. Die Nordwestgrenze der Verbreitung der Nominatunterart in Europa verläuft über Süd- und Zentralfrankreich, Deutschland, Polen, die baltischen Staaten bis nach Südfinnland. Nach Süden ist sie verbreitet in Italien bis zum mittleren Apennin und auf der Balkanhalbinsel bis zu den Rhodopen in Nord-Griechenland. Nach Osten über Sibirien und den Kaukasus bis Nordkorea verbreitet.
In Europa ist die Art meist in Höhen von 250 bis 1800 Meter anzutreffen. In Spanien steigt sie nur bis auf 1600 Meter, in den Nordalpen bis 1500 Meter Höhe und in den Südwestalpen steigt sie auf bis zu 2100 Meter. Hier treten auf der Unterseite fast ungezeichnete Höhenformen auf (f. bertolis Prunner, 1798), die sich genetisch aber kaum unterscheiden und deren Unterartstatus nicht mehr anerkannt wird.

## Lebensweise

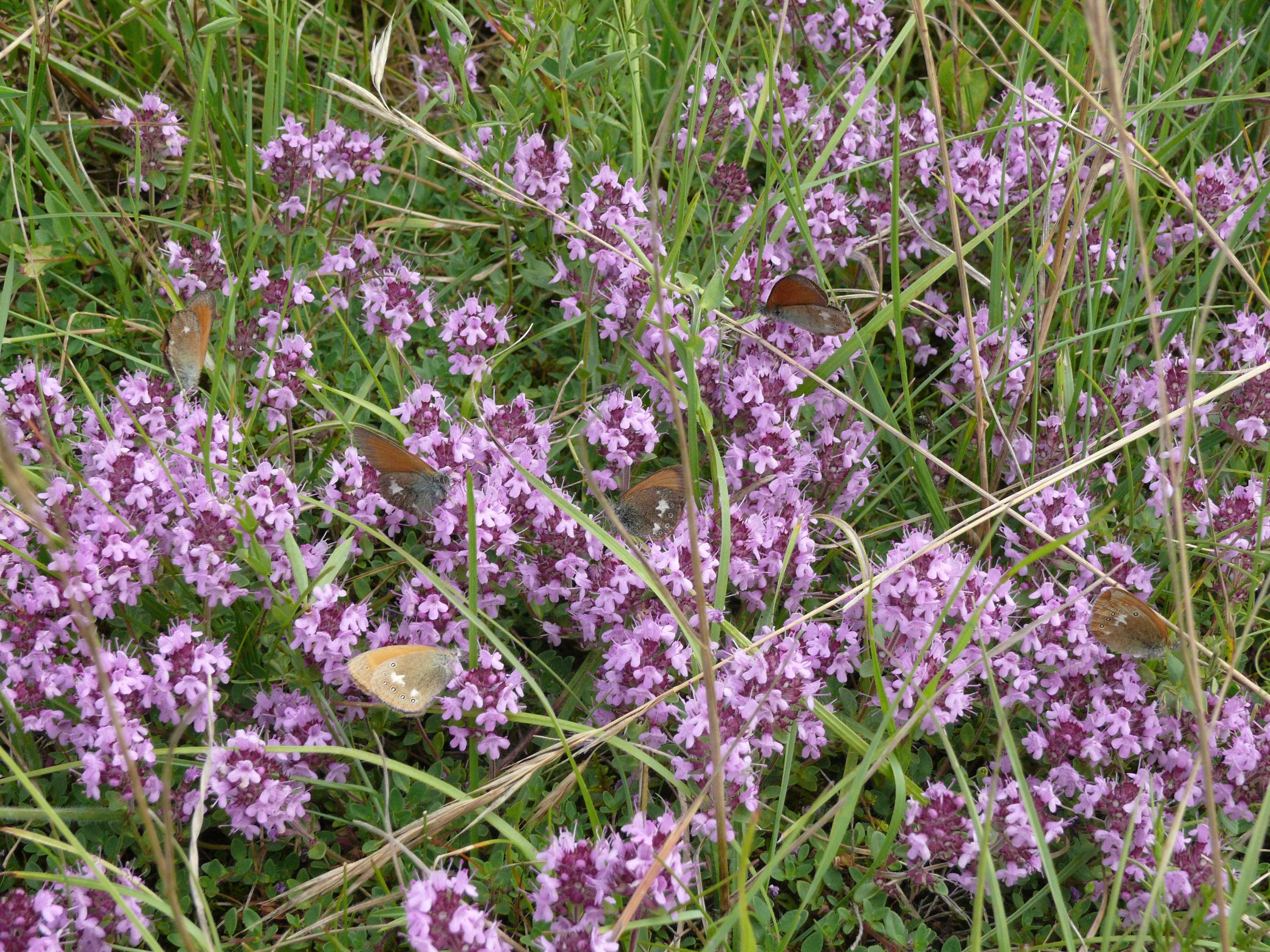
Rotbraune Wiesenvögelchen an Feld-Thymian

Das Rotbraune Wiesenvögelchen lebt sowohl in trockenen als auch in feuchten grasigen und gebüschreichen Stellen und Waldlichtungen. Die wichtigste Nektarpflanze ist der Dost (Origanum vulgare), der in den Gebieten oft in großer Zahl blüht. Daneben wurden die Falter auch an Feld-Thymian (Thymus pulegioides), Großer Braunelle (Prunellu grandiflora) und anderen violett blühenden Pflanzen beobachtet.
In Mitteleuropa überwintert die halbausgewachsene Raupe im dritten Stadium.
Als Nahrungspflanzen der Raupen dienen verschiedene Grasarten, an denen auch die Eier abgelegt werden. Nachgewiesen sind Wald-Zwenke (Brachypodium sylvaticum), Wiesen-Kammgras (Cynosurus cristatus), Mittleres Zittergras (Briza media), Wimper-Perlgras (Melica ciliata), Aufrechte Trespe (Bromus erectus), Weiche Trespe (Bromus hordeaceus), Echter Schaf-Schwingel (Festuca ovina), Gewöhnlicher Rot-Schwingel (Festuca rubra), Blaues Pfeifengras (Molinia caerulea) und Wiesen-Lieschgras (Phleum pratense).

### Flugzeit
Die Falter fliegen in einer einzigen Generation, in Mitteleuropa meist von Mitte Juni bis Ende Juli, an warmen Stellen aber bereits ab Mitte Mai und bis Ende August in höheren Lagen (Bayern und Österreich) und in Spanien.

## Systematik

### Unterarten
- glycerion (Borkhausen, 1788)
- alta Sheljuzhko, 1937 kommt im Kaukasus vor.
- heroides Christoph, 1893 ist aus Sacha (Jakutien) beschrieben und hat Ocellen mit großen weißen Kernen; die orangen Ringe laufen aber nicht zusammen wie bei beljaevi und sie sind schmaler. Die Vorderflügellänge beträgt 14–15,5 mm.[5]
- iphicles Staudinger, 1892 kommt in Russland, Kasachstan und Mongolei vor, hat beim Männchen durchscheinende Ocellen auf dem Hinterflügel.
- iphioides Staudinger, 1870 kommt in Zentral- und Nordostspanien vor, ist größer und hat auf der Hinterflügelunterseite immer sechs Augenflecken. Auf der Vorderflügeloberseite fehlt der Augenfleck am Apex. Dunklere, etwas graue Formen kommen auf feuchten, sauren Böden vor. In den Hochlagen der Pyrenäen und der Montes Universales kommen Hybriden mit der Nominatform vor (f. pearsoni Romei).[1] Der Status als Unterart ist umstritten. Untersuchungen von Kodandaramaiah und Wahlberg 2009 zeigten Coenonympha mahometana als am nächsten verwandt zur Nominatform. Zu beiden ist iphioides die Schwester.[6]
- korshunovi Nekrutenko aus den Aj-Petri Bergen auf der Krim ähnelt der Höhenform der Südwestalpen.
- wutaica Murayama, 1986 kommt im Altai auf 1380–1600 Meter Höhe auf Wiese und in Wäldern vor. Die Grundfarbe der Hinterflügelunterseite ist tief grün.[7]
- beljaevi Dubatolov, 1997 kommt im russischen Fernen Osten vor. Die Typenfunde stammen aus den Bezirken von Spassk-Dalni und Anuchino im Süden der Region Primorje. Sie hat im Gegensatz zu iphicles beim Männchen keine durchscheinenden Ocellen auf dem Hinterflügel. Die schwarzen Ringe auf der Hinterflügelunterseite sind deutlich größer, größer als der Abstand zwischen ihnen und die orangen Ringe um sie herum laufen zusammen. Bei iphicles sind sie deutlich getrennt und kleiner. Die Nominatform hat sehr kleine Ocellen auf der Hinterflügelunterseite, ihr Durchmesser ist viel geringer als ihr Abstand. Die Unterart heroides hat ebenfalls große Ocellen mit großen weißen Kernen, die orangen Ringe laufen aber nicht zusammen und sind schmaler. Die Vorderflügellänge beträgt beim Männchen 17–19 mm und beim Weibchen 16–19 mm.[5]

### Synonyme
- Papilio iphis, Coenonympha iphis Denis & Schiffermüller, 1775 (ungültiges Homonym)
- Coenonympha iphioides Staudinger, 1870
- Papilio tiphon Esper, 1777

## Gefährdung und Schutz
Das Rotbraune Wiesenvögelchen ist in Österreich nicht gefährdet, in Bayern auf der Vorwarnliste (Kategorie V) und in Baden-Württemberg gefährdet (Kategorie 3).